# Králův Stolec
Králův Stolec är en kulle i Tjeckien. Den ligger i den centrala delen av landet, 40 km söder om huvudstaden Prag. Toppen på Králův Stolec är 417 meter över havet.
Terrängen runt Králův Stolec är platt åt sydost, men åt nordväst är den kuperad. Runt Králův Stolec är det ganska glesbefolkat, med 28 invånare per kvadratkilometer. Närmaste större samhälle är Příbram, 19,2 km sydväst om Králův Stolec. I omgivningarna runt Králův Stolec växer i huvudsak blandskog.